# بارني موريس
بارني موريس (بالإنجليزية: Barney Morris)‏ هو لاعب كرة قاعدة أمريكي، ولد في 1915، وتوفي في 1962.